# Thure Lindhardt
Thure Frank Lindhardt, född den 24 december 1974 i Köpenhamn, uppvuxen i Roskilde, är en dansk skådespelare.
Han är son till Mogens Lindhardt och brorson till Jan Lindhardt. Den 14 augusti 2018 var Lindhardt sommarvärd i Sommar i P1.

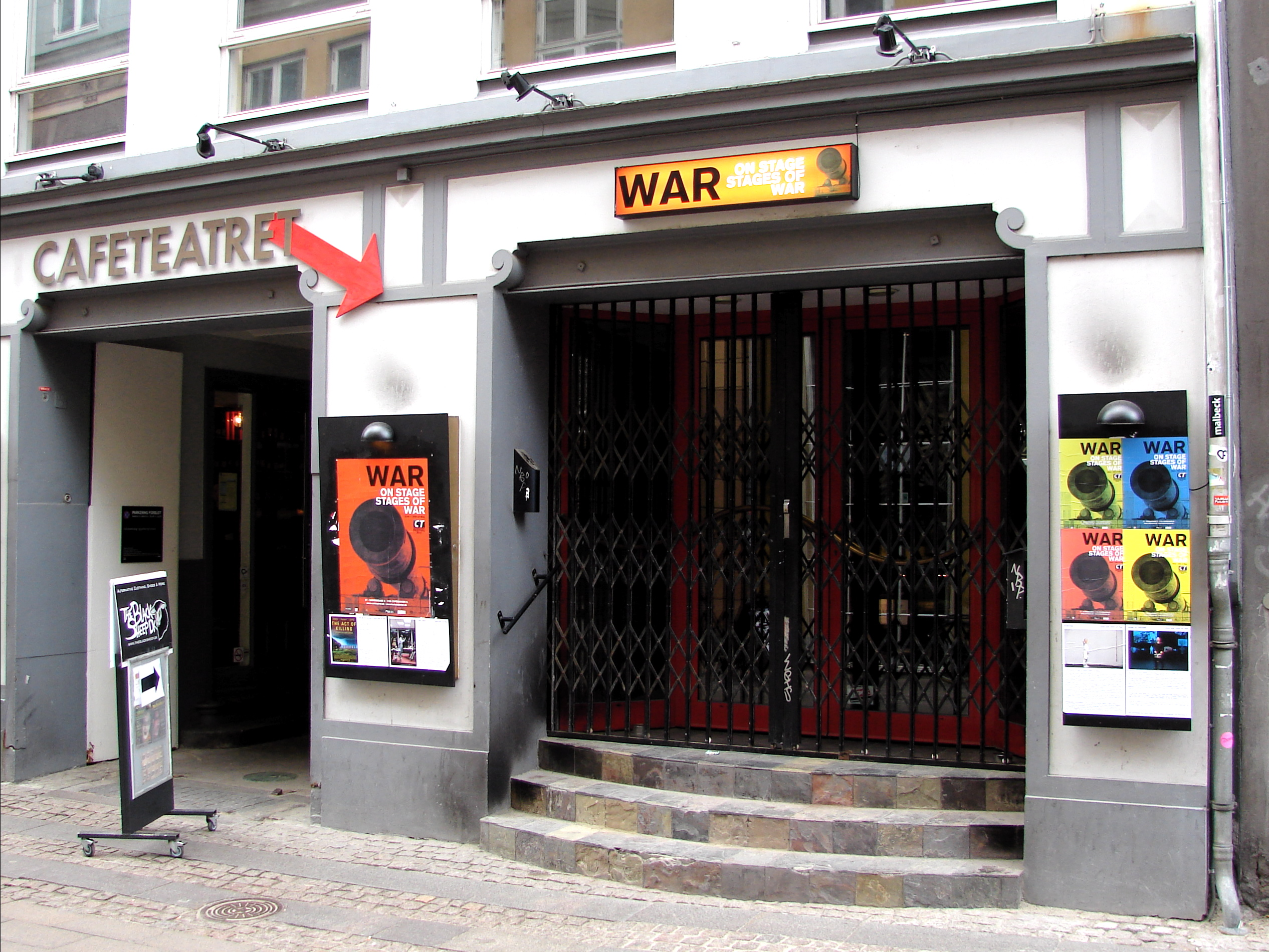
CaféTeatret där Thure Lindhardt debuterade 1998.

## Filmografi (i urval)
- 1987 – Pelle Erövraren
- 2000 – Här i närheten
- 2002 – Mordkommissionen (TV-serie)
- 2003 – Försvarsadvokaterna (TV-serie)
- 2004 – Was nützt die Liebe in Gedanken
- 2007 – Into the Wild
- 2007 – Daisy Diamond
- 2008 – Flamman och Citronen
- 2008 – Blå män
- 2008 – Little Soldier
- 2009 – Änglar och demoner
- 2010 – Truth About Men
- 2011 – The Island
- 2013 – 3096 dagar
- 2014 – Itsi Bitsi
- 2015 - 2018 – Bron (TV-serie), tredje säsongen och fjärde säsongen
- 2016 – Badhotellet (TV-serie), tredje säsongen
- 2018 – Bron (TV-serie), fjärde säsongen
- 2019 – Astrup – flamman över Jølster
- 2020 – Badhotellet (TV-serie), sjunde säsongen
- 2020 – Tsunami (TV-serie)
- 2023 – Hammarskjöld